# ترمزبان
ترمزبان (به انگلیسی: brakeman) یا ترمزچی کارگر حمل‌ونقل ریلی است که کار اصلی او کمک به ترمزکردن قطار با اعمال ترمز روی واگن‌های مجزا بود. اولین استفاده شناخته شده از این اصطلاح برای توصیف این شغل در سال ۱۸۳۳ رخ داد. ظهور ترمزهای سراسری، ترمزهای روی هر واگنی که می‌توانست توسط راننده کنترل شود، این نقش را بیهوده کرد، اگرچه این نام در ایالات متحده وجود دارد، جایی که ترمزبان وظایف مختلفی را هم در مسیر و هم در قطار انجام می‌دهند.